# Philémón és Baukisz
A Philémón (Φιλήμων) és Baukisz (Βαυκίς) egy történet a görög mitológiából. Ovidius miatt általában a latinos Philemon és Baucis alakban ismert a nevük.

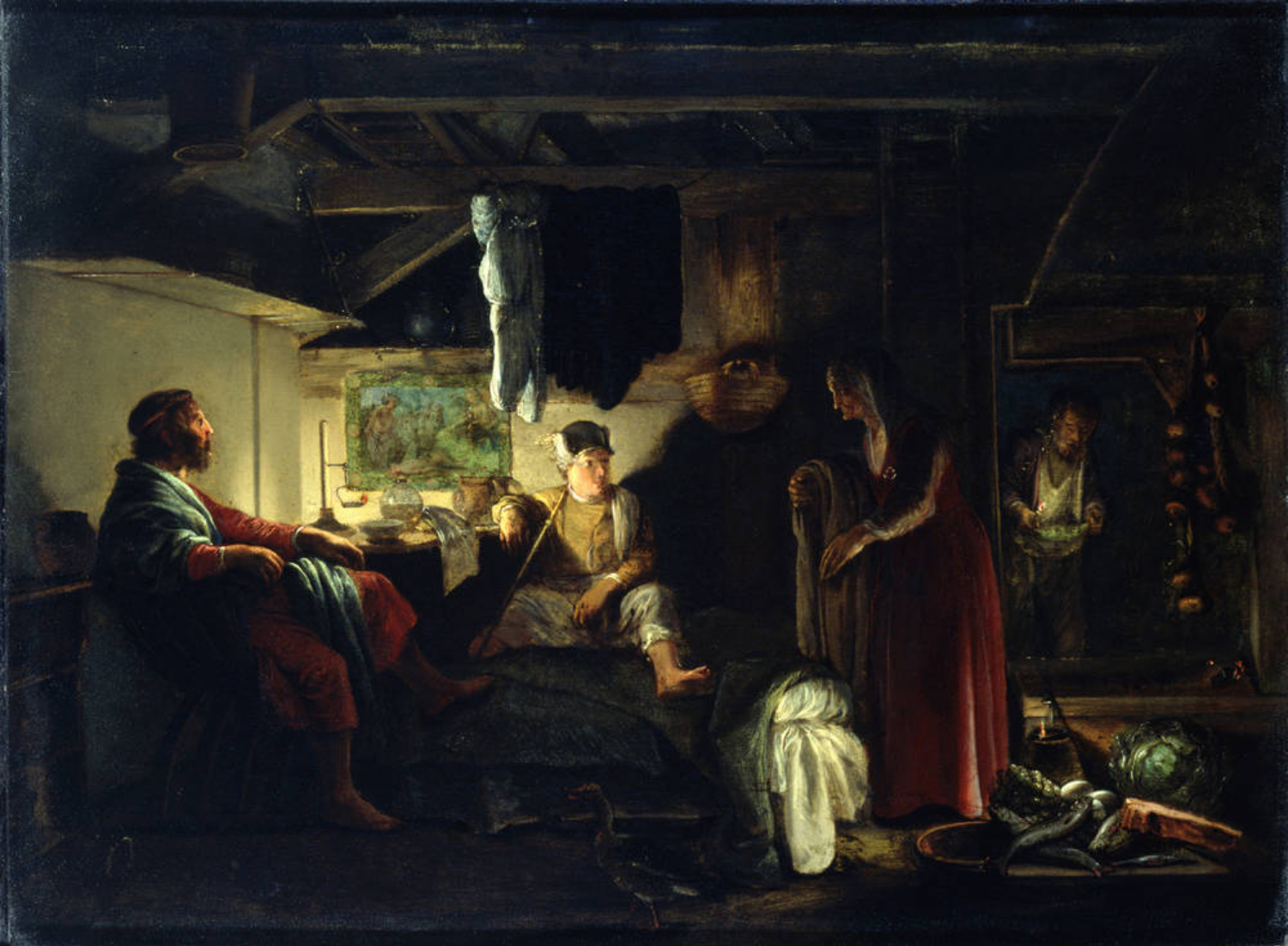
Adam Elsheimer: Philemon und Baucis

Egyszer Zeusz és Hermész emberi alakban jártak a földön. Több embertől is szállást kértek mint fáradt vándorok, de mindannyiszor elutasító választ kaptak. Végül egy öreg házaspár – Philémón és felesége, Baukisz – engedte be és vendégelte meg a két istent. A házaspár észrevette, hogy bár többször is töltöttek bort a két vendégnek, a kancsó sohasem ürült ki. Innen ismerték meg vendégeikben az isteneket. Bocsánatot kértek tőlük, amiért olyan szegényesen vendégelték meg őket, és egyetlen libájukat le akarták vágni az isteneknek. A liba az istenek felé futott, mintha menedéket akarna kérni tőlük. Ők oltalmukba vették a szárnyast, megtiltván az öregeknek, hogy levágják. Elárulták nekik, hogy valójában istenek. Ezek után Zeusz és Hermész elmondta az öregeknek, hogy a falu megkapja büntetését, és kérték az idős házaspárt, hogy kövessék őket a hegy tetejére. Az istenek mocsárral árasztották el a környéket, de az öregek háza templommá változott. Zeusz jutalmul megengedte, hogy teljesüljön egy kívánságuk. A házaspár kérése az volt, hogy Zeusz papjai lehessenek, és egyszerre haljanak meg. Zeusz teljesítette kívánságukat, így mikor lejártak a nekik szabott napok, Baukisz hársfává, Philémón pedig tölgyfává változott.

## Irodalmi, dramatikus feldolgozásai
- Le feste d’Apollo, Christoph Willibald Gluck operájának (GluckWV 1.40) első felvonása ('Atto di Bauci e Filemone) Giuseppe Maria Pagnini szövegére, első előadása Parma, 1769.
- Philemon und Baucis oder Jupiters Reise auf die Erde, Joseph Haydn marionett-operája (Hob. XXIXb:1), Gottlieb Konrad Pfeffel színműve alapján, első előadása az eszterházai bábszínházban, 1773; daljátékká átdolgozott formában maradt fenn (Hob. XXIXb:2).
- Philémon és Baucis, Charles Gounod operája, 1860.
- Philemon és Baucis, Makk Károly filmdrámája, 1978.